# کیش‌ماروش
کیش‌ماروش (به مجاری:  Kismaros) یک شهرداری در مجارستان است که در ناحیه سوب واقع شده‌است. کیش‌ماروش ۱۱٫۹۶ کیلومتر مربع مساحت و ۲٬۰۰۹ نفر جمعیت دارد.